# ۴۱۷ (میلادی)
۴۱۷ (میلادی) چهارصد  و هفدهمین سال تقویم میلادی است.

## درگذشتگان
‎